# Milka Chepkorir
Milka Chepkorir is een Keniaans mensenrechten- en klimaatactiviste, opkomend voor de rechten van het inheemse Sengwer-volk.

## Biografie
Milka Chepkorir behoort tot de Sengwer, een inheemse bevolkingsgroep in Kenia. Ze werd geboren in Kitale en studeerde van 2007 tot 2010 aan de St Cecilia Girls-school te Chepaperia. Vervolgens behaalde ze een BA in antropologie aan de Universiteit van Maseno met een eindwerk over de vrouwen van de Sengwer-bevolking en de gevolgen van de huisuitzettingen. Ze studeert sinds 2018 aan het Institute of Anthropology, Gender & African Studies van de Universiteit van Nairobi.
Sinds haar studententijd was ze sociaal geëngageerd voor de rechten van de inheemse bevolking en vooral van de vrouwen. Ze begon als mentor van de meisjes in haar gemeenschap en moedigde hen aan om hard te leren en te studeren om zichzelf sterker te maken. Vanaf 2015 voerde ze campagne tegen de massale illegale uitzettingen van de Sengwe-bevolking uit het Embobut-bos, door de Kenya Forest Service (KFS) in de naam van 'natuurbehoud'.
Van 2011 tot 2019 was Chepkorir werkzaam bij het Sengwer Indigenous Peoples Programme als medewerker jeugdopleiding voor het aanpakken van problemen die jongeren (studenten), vrouwen en kinderen van de Sengwer-gemeenschap van de Cherangany Hills treffen. Van 2015 tot 2018 was ze ook actief voor de rechten van de inheemse Sengwer-bevolking voor de Brits-Nederlandse organisatie Forest Peoples Programme. In 2016 werd ze uitgekozen om in Genève deel te nemen aan het Indigenous Fellowship Programme van het Office of the High Commissioner for Human Rights (OHVHR) van de Verenigde Naties. In 2020 was ze een Environmental Justice Fellow bij Natural Justice, Kenia. Chepkorir is coôrdinator bij Community Land Action Now (CLAN), een netwerk van Keniaanse plattelandsgemeenschappen die ernaar streven hun gemeenschapsgronden te registreren, en sinds april 2021 is ze coördinator Defending Territories of Life bij het ICCA Consortium.
- International Standard Name Identifier: 0000 0004 9710 9909
- Library of Congress Control Number: nb2019020030
- Virtual International Authority File: 17157222968584972810